# 짝사랑 (2002년 드라마)
《짝사랑》은 2002년 6월 28일에 MBC에서 방영한 베스트극장이다.

## 등장 인물

### 주요 인물
- 손지창 : 송준섭 역 (아역 윤정근) - 공연 기획자
- 수애 : 한서희 역 (아역 김지선) - 음반 기획자
- 박탐희 : 이재영 역 (아역 박은빈) - 신문사 기자

### 그 외 인물
- 현석 : 송 박사 역 - 준섭의 아버지
- 김하균 : 매니저 역
- 정명환 : 송 박사의 후배 역
- 최재호
- 이성호 : 이 원장 역 - 재영의 아버지
- 현숙희 : 재영의 아버지 역
- 변신호
- 김건호 : 약재연구소 소장 역
- 김철기
- 이경미
- 강보라
- 트윈 엔젤스 (오조환, 오요환, 임현수, 정현미)

### 특별출연
- 한경훈
- 이남연
- 이도현
- 이덕승